# Johan Hendrik Ram
Jhr. Johan Hendrik Ram (Utrecht, 7 december 1861 – Den Haag, 29 september 1913) was een Nederlands kapitein der grenadiers, oorlogscorrespondent en medeoprichter van de Koninklijke Nederlandse Vereniging voor Luchtvaart. Rond 1980 raakte Ram weer in de publieke belangstelling nadat bekend werd dat hij een goede vriend van Louis Couperus was geweest.

## Persoonlijk leven

### Familie
Johan Ram was een telg uit het adellijke geslacht Ram. Zijn vader jhr. Karel Jacob Adriaan Hendrik Ram (1829-1911) was heer van Bottestein en lid van de gemeenteraad van Zeist (1869-1873), hoogheemraad van het Waterschap Heycop en officier (laatstelijk kapitein) van de schutterij. Zijn moeder Pauline Madelaine Rose (1838-1909) was een dochter van de Utrechtse koopman Hendrik Johan Rose (1804-1848), lid van het geslacht Rose.
Johans ouders kregen negen kinderen, van wie er vier de volwassen leeftijd hebben bereikt: Henriette Jacqueline Willemine Elise (1860-1931), Johan Hendrik (1861-1913), Louis Reinier (1863-1906) en Johanna Henriette (1872-1959). Drie meisjes (1865, 1868 en 1874) werden dood geboren. De zoontjes Karel Jacob (1866) en Willem Eliza (1869-1870) zijn respectievelijk twintig dagen en vijf maanden na hun geboorte overleden. Geen van de volwassen kinderen is in het huwelijk getreden.

### Vriendschap met Couperus
Ram was bevriend met de schrijver Louis Couperus. Hij werd door zijn tijdgenoot Henri van Booven in diens biografie van Couperus omschreven als "een forsche, robuuste, krijgshaftig uitziende persoonlijkheid, innerlijk echter tot diepe zwaarmoedigheid en mystiek geneigd". Ram was in juni 1888 uit Zeist overgeplaatst naar Den Haag als eerste luitenant bij de grenadiers. In Den Haag werd hij lid van de amateur-toneelclub Utile et Laetum van Marcellus Emants, waarvan ook Couperus lid was. De twee koesterden al gauw een warme vriendschap voor elkaar. Volgens Bastet was Ram homoseksueel en werd Couperus zich door hun vriendschap bewust van zijn eigen androgynie. Of de twee een seksuele relatie hebben gehad, is niet bekend.

### Overlijden
Ram maakte op maandag 29 september 1913 in Den Haag een eind aan zijn leven, door zich een kogel door het hoofd te schieten. Hij werd op vrijdag 3 oktober 1913 onder grote belangstelling begraven op de begraafplaats Oud Eik en Duinen in Den Haag.

## Militaire leven
Ram volgde de Koninklijke Militaire Academie en werd (op zijn verzoek) gedetacheerd bij het Nederlands-Indisch leger. Hij diende in Atjeh als postencommandant onder generaal Dijckerhoff; terug in Nederland werd hij een tijd gedetacheerd bij de Hogere Krijgsschool en tijdens de Tweede Boerenoorlog trad hij op als militair attaché, maakte met kapitein Thomson de krijgsverrichtingen aan de kant van de Boeren mee en stelde samen met hem een rapport daarover op.
Gedurende de Eerste Balkanoorlog was hij werkzaam als oorlogscorrespondent voor de Nederlandse bladen. In de Nieuwe Rotterdamsche Courant verschenen vanaf 21 oktober 1912 vijfentwintig 'Brieven van het oorlogsterrein'. Bij het uitbreken van de eerste Balkanoorlog trok hij naar Bulgarije om aan de kant van het tegen Thracië oprukkende Bulgaarse leger de krijgsverrichtingen tegen de Turken te volgen en die voor de kranten te beschrijven. Gedurende het beleg van Adrianopel te Moestafa-pasja werd hij bewaakt en kreeg hij slechts eenmaal de kans om tot aan de Bulgaarse linies door te dringen. Ram wijdde diverse oorlogsbrieven in de krant aan beschouwingen over het Bulgaarse volkskarakter en beschreef ook de bombardementen die vanuit vliegtuigen plaatsvonden: de allereerste bombardementsvluchten in de wereldgeschiedenis, waarbij de bommen nog met de hand uit het vliegtuig werden gegooid. Met een andere Nederlandse correspondent, luitenant Jan Fabius, maakte Ram gedurende langere tijd op vriendschappelijke wijze de oorlogsontberingen door.
In de tijd dat Ram in Nederland was besteedde hij veel aandacht aan de verspreiding van zijn denkbeelden over een volksleger in Nederland; in de Militaire Gids, een tijdschrift in 1882 opgericht door F.H. Boogaard, schreef hij verschillende opstellen over dit onderwerp. Samen met Graafland en Thomson redigeerde Ram De Militaire Gids. Orgaan voor weermacht en natie (uitgegeven bij de Erven F. Bohn). Dit tijdschrift stond een nieuwere richting in het leger voor en voerde geregeld hevige polemieken met de Militaire Spectator. In 1905 schreef Ram in het maandblad Onze Eeuw een artikel over zijn opvattingen, 'Ontwikkeling van onze krijgsmacht in de richting van een volksleger'.

## Luchtvaart
Ram was een van de pioniers van de Nederlandse luchtvaart. Hij behoorde met Alfred Rambaldo, W.H. Schukking en Henk Walaardt Sacré tot de oprichters van de Vereeniging ter Bevordering van de Luchtscheepvaart, die al spoedig werd omgedoopt tot Nederlandsche Vereeniging voor Luchtvaart. Hij was van het begin af secretaris van deze vereniging, waarvan de latere generaal C.J. Snijders de voorzitter werd, nadat Ram de eerste vergadering had voorgezeten. Hij was vanaf de oprichting tot 1912 ook bestuurslid van de vakafdeling voor aviatiek en was lid van de commissie voor de bibliotheek en lid en voorzitter van de commissie voor sportzaken van de vereniging. Zowel zijn eigen geschriften als de getuigenissen van anderen geven blijk van het grote enthousiasme van Johan Ram voor de vliegsport. Zelf een vliegtuig of ballon besturen heeft hij nooit gedaan, maar hij ging wel de lucht in als passagier, wat van moed getuigde in de eerste jaren van de luchtvaart.